# Trybunał inkwizycji w Piacenzy
Trybunał inkwizycji w Piacenzy – sąd inkwizycyjny, mający swą siedzibę w Piacenzy. Jego początki sięgają XIII wieku, ale na stałe uformowany został w 1502 i działał do 1805 (z przerwą 1769–1780). Był kierowany przez dominikanów. Po roku 1542 wchodził w skład struktur inkwizycji rzymskiej.

## Historia
Pierwszym inkwizytorem działającym w Piacenzy był dominikanin Nicola da Cremona, udokumentowany w latach 1276–1278. w XIII i XIV wieku była ona głównym ośrodkiem okręgu inkwizytorskiego obejmującego diecezje Piacenzy i Cremony i należącego do inkwizytorskiej prowincji Lombardii i Marchii Genueńskiej, w której nominacji dokonywał dominikański prowincjał Lombardii (od 1304 Lombardii Górnej). Wkrótce potem jednak, nie później niż ok. 1470, okręg ten został połączony z okręgiem pawijskim.
W 1502 generał zakonu dominikanów Vincenzo Bandello zadecydował o wyłączeniu diecezji Piacenzy i Cremony spod jurysdykcji inkwizytora Pawii i utworzeniu dla nich oddzielnego trybunału inkwizycyjnego z siedzibą w Piacenzy. Inkwizytorem został Giorgio Cacatossici. W ciągu następnych ponad stu lat trybunał ten przechodził liczne zmiany organizacyjne. W 1511 diecezje Piacenzy i Cremony na krótko rozdzielono, przy czym trybunał w Piacenzy został połączony unią personalną z trybunałem mediolańskim. Jednak kapituła generalna zakonu dominikanów obradująca w maju 1515 w Neapolu zadecydowała o ponownym podporządkowaniu Cremony inkwizytorowi Piacenzy, którym został Cristostomo Iavelli da Casale.
W związku z szerzeniem się reformacji papież Klemens VII w 1532 mianował kanonika laterańskiego z Piacenzy Callisto Fornariego, inkwizytorem generalnym dla całych Włoch. W latach 1550–1552 poświadczona jest jego działalność w Piacenzy, nie należy go jednak identyfikować z tytularnym inkwizytorem miejscowego trybunału.
W roku 1545 Piacenza weszła w skład księstwa Parmy, rządzonego przez ród Farnese, podczas gdy Cremona pozostała w granicach księstwa Mediolanu. W związku z tym, 6 lutego 1548 generał zakonu dominikanów Francesco Romeo wyłączył diecezję Cremony spod jurysdykcji inkwizytorów Piacenzy, tym razem już na stałe. Około 1565 podporządkowano trybunałowi z Piacenzy całe terytorium księstwa Farnese, tj. diecezje Piacenzy (w tym także okręg Crema, należący do Republiki Weneckiej) i Parmy oraz samodzielna prepozytura Borgo San Donnino. W 1588 utworzono odrębny trybunał w Parmie, z jurysdykcją nad diecezją parmeńską i prepozyturą Borgo San Donnino. Na koniec wreszcie, w 1614 utworzony został trybunał w Cremie, z jurysdykcją nad utworzoną w 1579 diecezją Cremy.
Po utworzeniu w 1542 Kongregacji Rzymskiej i Powszechnej Inkwizycji przez papieża Pawła III trybunał w Piacenzy był stopniowo włączony w struktury inkwizycji rzymskiej, co przejawiało się m.in. w przejęciu przez Kongregację nominacji inkwizytorskich z rąk władz zakonu dominikańskiego.
W 1650, w okresie urzędowania inkwizytora Consalvo Grizi da Jesi, doszło do pożaru siedziby trybunału.
W roku 1731 władzę w księstwie Parmy objął ród Burbonów. W 1759 książę Ferdynand I Parmeński uczynił swym pierwszym ministrem Francuza Guillaume du Tillot, zwolennika idei oświeceniowych. Jego rząd wydał zarządzenia znoszące przywileje podatkowe świeckich bractw wspomagających inkwizycję (tzw. crocesignati). Inkwizytor Piacenzy Francesco Vincenzo Ciacchi odmówił podporządkowania się tym rozporządzeniom, skutkiem czego 9 lutego 1768 rząd nakazał mu opuszczenie terytorium księstwa, a rok później wydał dekret o całkowitym zniesieniu inkwizycji. Jednak już w 1771 roku wskutek intryg dworskich doszło do wygnania Tillota, a władzę przejęła frakcja konserwatywna, związana z księżną Marią Amalią Habsburg. 29 lipca 1780 roku doszło do podpisania konkordatu między księciem Ferdynandem I a Stolicą Apostolską i w rezultacie 2 sierpnia 1780 roku trybunały w Parmie i Piacenzy zostały ponownie powołane do życia.
Trwałe zniesienie trybunału inkwizycji w Piacenzy nastąpiło dopiero po śmierci Ferdynanda I i okupacji księstwa przez wojska francuskie. 3 czerwca 1805 roku skasowany został konwent dominikański w Piacenzy, będący siedzibą inkwizycji.

## Organizacja
Siedzibą trybunału był dominikański konwent S. Giovanni in Canale. Po roku 1614 jego jurysdykcji podlegała już tylko diecezja Piacenzy. Podobnie jak innym trybunałom inkwizycji rzymskiej, trybunałowi w Piacenzy podlegała sieć wikariatów rejonowych (vicariati foranei), na czele których stali wikariusze rejonowi wywodzący się z lokalnego duchowieństwa (niekoniecznie zakonnego). Inkwizytor Piacenzy miał w swoim okręgu 38 wikariatów.
Istniało także świeckie Bractwo Świętego Krzyża (crocesignati), wspomagające materialnie inkwizytora.
W wewnętrznej hierarchii dominikańskich trybunałów inkwizycyjnych trybunał z Piacenzy zaliczany był do trybunałów drugiej (pośredniej) klasy.

## Działalność
Archiwum inkwizycji w Piacenzy niemal w całości spłonęło podczas pożaru biblioteki konwentu S. Giovanni in Canale w 1650. Do czasów współczesnych przetrwała zaledwie garstka dokumentów, głównie o charakterze ekonomicznym, przechowywana w Archivio di Stato w Parmie. Nie zachowała się natomiast dokumentacja procesowa.
Mimo to, na podstawie źródeł zewnętrznych, da się zidentyfikować co najmniej osiem egzekucji, jakie zostały zarządzone przez inkwizytorów Piacenzy. Miały one miejsce w 1502/03 (pięć), 1550, 1564 i 1610 (po jednej).

## Lista inkwizytorów (1502–1805)
- Giorgio Cacatossici da Casale OP (1502–1511)[17]
- Silvestro Mazzolini da Prierio OP (1511–1515?)[18]
- Crisostomo Iavelli da Casale OP (1515–1538)[19]
- Vincenzo Villa da Piacenza OP (1539–1548)[20]
- Bartolomeo Fumi da Piacenza OP (1548–1555)[20][21]
- Angelo Avogadri da Verona OP (1555–1560)[21]
- Umberto Locati OP (1560–1566)[21][22]
- Tommaso Ripalta da Piacenza OP (ok. 1566–1578)[21]
- Giacomo Azzaroli da Lugo OP (ok. 1578–1580)[21][23]
- Paolo Molaschi da Lodi OP (1580–1582)[21]
- Giulio Ferrari da Cremona OP (1582–1585)[21][24]
- Nicola Rossi da Ancona OP (1585–1588)[21]
- Alessandro de Eustachi da Vigevano OP (1588–1592)[21]
- Sante Ripa da Genova OP (1592–1595)[21]
- Agostino Galamina OP (1595–1597)[21]
- Bonifacio Borgognoni da Vigevano OP (1597–1604)[21]
- Sante Ripa da Genova OP [ponownie] (1604–1607)[21]
- Arcangelo Calbetti OP (1607–1608)[21]
- Alessandro Alinovi da Polesine OP (1608–1619)[21]
- Claudio Costamezzana di Borgotaro OP (1619–1635)[21]
- Prospero Bagarotti da Fiorenzuola OP (1635–1643)[21]
- Ludovico Pezzani OP (1643–1645)[21]
- Consalvo Grizi da Jesi OP (1645–1654)[21]
- Casimiro Piazza da Cremona OP (1654–1661)[21]
- Michelangelo Catti da Modena OP (1661–1665)[21]
- Vincenzo Maria Rivali da Bologna OP (1665–1666)[21]
- Domenico Maria Pozzobonelli OP (1666–1667)[21]
- Sisto Cerchi da Bologna OP (1667–1669)[21]
- Giovanni Maria Castelli OP (1669–1671)[21]
- Alberto Solimano da Genova OP (1671–1673)[21]
- Tommaso Maria Bosi OP (1673–1681)[21]
- Pio Felice Cappasanta OP (1681–1686)[21]
- Aurelio da Ripalta OP (1686–1692)[21]
- Giovanni Alberto Ascevolini da Brittinero OP (1692–1698)[21]
- Giovanni Battista Sambaldo da Savona OP (1698–1705)[21]
- Arcangelo Vincenzo Morbelli OP (1705–1709)[21]
- Carlo Francesco Corradi OP (1709–1711)[21]
- Bonaventura Maria Grossi da Savona OP (1711–1725)[21]
- Giovanni Battista Giampi da Fabriano OP (1725–1738)[21]
- Giorgio Maria Tornielli OP (1738–1762)[25]
- Pietro Paolo Salvatori OP (1762–1765)[26]
- Francesco Vincenzo Ciacchi OP (1765–1768)[27]
- Paolo Vincenzo Joannini da Torino OP (1780–1805)[28]